# Sérgio Jimenez

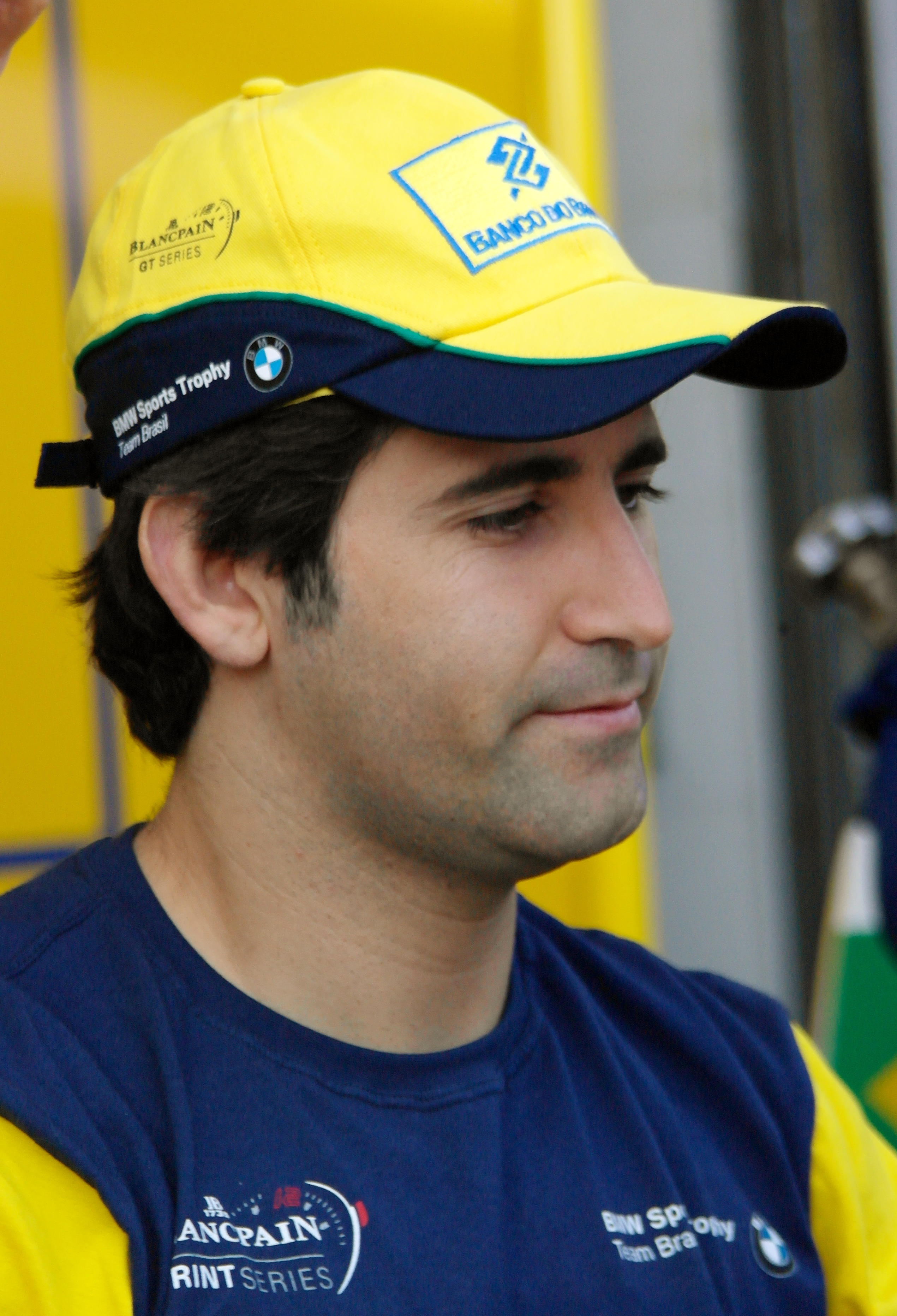
Sérgio Jimenez 2014

Sérgio Jimenez (* 15. Mai 1984 in São Paulo) ist ein brasilianischer Rennfahrer.

## Karriere
1994 begann Jimenez seine Karriere im Kartsport, in dem er bis 2005 aktiv war. 2002 ging Jimenez schon einmal im Formelsport in der brasilianischen Formel Renault an den Start und wurde auf Anhieb Meister. Im folgenden Jahr wurde Jimenez Elfter in der britischen Formel Renault. Nach zwei weiteren Jahren im Kartsport, ging der Brasilianer 2006 für Racing Engineering in der spanischen Formel 3 an den Start. Jimenez konnte ein Rennen gewinnen und wurde Fünfter in der Gesamtwertung. 2007 ging Jimenez für sein Team in der GP2-Serie an den Start. Obwohl Jimenez vier Punkte geholt hatte, wurde er nach drei Rennwochenenden durch den Venezolaner Ernesto Viso ersetzt. In der A1GP-Saison 2007/2008 startete Jimenez für das brasilianische A1 Team, welches zum Saisonende den 14. Gesamtrang belegte.

## Statistik

### Karrierestationen
- 1994–2002: Kartsport
- 2002: Brasilianische Formel Renault (Meister)
- 2003: Britische Formel Renault (Platz 11)
- 2004–2005: Kartsport
- 2006: Spanische Formel 3 (Platz 5)
- 2007: GP2-Serie (Platz 24)
- 2008: A1GP-Saison 2007/2008 (Platz 14)